# Roger Frezin
Roger Frezin, né le 5 juin 1927 et mort à Lille le 24 janvier 2012, est un peintre français.

## Biographie
Roger Frezin étudie les arts graphiques à l'école des beaux-arts de Lille. En 1957, en réaction contre l’enseignement jugé trop académique et trop figé de l’école, il fonde l'Atelier de la Monnaie avec Pierre Olivier et Claude Vallois. Dans les années 1960, il participe au groupe surréaliste Phases, créé par le peintre Édouard Jaguer. Roger Frezin a également été membre du groupe nordiste Les Capenoules. Il est enseignant à l'école des beaux arts de Lille de 1972 à 1989. Roger Frezin était entre autres l'ami du mime Marceau avec lequel il ne manquait pas de se rencontrer à chaque fois que celui-ci se produisait à Lille.
Il meurt le 24 janvier 2012 à Lille,.
À la suite de l'enterrement de Roger en l'église Saint-Pierre-Saint-Paul de Wazemmes, la mairie de Lille fait paraître sur son site un très bel hommage, qui nous dépeint l'artiste dans toute sa joie de vivre pour ceux qui l'ont bien connu.

## Œuvre
Roger Frezin est notamment l'auteur d'une fresque sur le thème Hommage aux compositeurs pour la salle de spectacle des Arcades à Faches-Thumesnil (1988) et d'une série de onze toiles intitulées l'anticombinatoire concubinable pour la salle des mariages de l'hôtel de ville de Lille (1990).